# Irbiejskoje
Irbiejskoje (ros. Ирбейское) – wieś (sieło) w Rosji, w Kraju Krasnojarskim, ośrodek administracyjny rejonu irbiejskiego. W 2010 liczyła 4687 mieszkańców.